# Hénin-sur-Cojeul

Hénin-sur-Cojeul este o comună în departamentul Pas-de-Calais, Franța. În 1 ianuarie 2022 avea o populație de 528 de locuitori.